# Борлешть (Нямц)
Борлешть, Борлешті (рум. Borlești) — село у повіті Нямц в Румунії. Входить до складу комуни Борлешть.
Село розташоване на відстані 262 км на північ від Бухареста, 19 км на південний схід від П'ятра-Нямца, 92 км на південний захід від Ясс, 142 км на північний схід від Брашова.

## Населення
За даними перепису населення 2002 року у селі проживали 2834 особи, усі — румуни. Усі жителі села рідною мовою назвали румунську.